# HK Toros Neftekamsk
HK Toros Neftekamsk (ryska: Хоккейный клуб Торос Нефтекамск) är en ishockeyklubb från Neftekamsk i Basjkirien, Ryssland. Klubben grundades 1988 under namnet Torpedo och deltar sedan 2010 i Vyssjaja chokkejnaja liga där de är seriens mest framgångsrika lag med en serieseger (2013/14) och tre cup-segrar (2011/12, 2012/2013 och 2014/15. Klubben är farmarlag till Salavat Julajev som spelar i Kontinental Hockey League. Laget spelar sina hemmamatcher i Neftekamsks Ispalats med plats för 2 000 åskådare. Den svensk-kanadensiska spelaren Robert Nilsson spelade säsongen 2011/12 några matcher för Toros efter att inledningen på hans säsong i Salavat Julajev inte gått så bra.